# Preuve en droit pénal
La preuve en droit pénal est ce qu'il est nécessaire de démontrer afin d'obtenir la condamnation d'un accusé dans un procès pénal. 

## Par pays

### Canada
En droit pénal canadien, l'accusé est présumé innocent en vertu de la Charte canadienne des droits et libertés et la poursuite doit prouver la culpabilité de celui-ci hors de tout doute raisonnable, selon un fardeau de présentation et un fardeau de persuasion. La poursuite doit aussi suivre des règles de communication de la preuve. Les règles de preuve tirent leurs sources de la common law, du Code criminel, de la Charte canadienne des droits et libertés et de la Loi sur la preuve au Canada.

### France
Le principe de la présomption d'innocence est déterminant en France, et plus particulièrement en droit pénal, c'est sur lui qu'est construit le régime de la preuve. Elle pose le principe selon lequel (comme parallèlement en droit civil et en droit administratif), c'est au demandeur d'apporter la preuve (donc à l'accusation).